# Susana Feitor
Susana Feitor, född 28 januari 1975, är en portugisisk friidrottare (gångare).
Feitor vann 5 km gång vid junior-VM redan 1990. Som senior dröjde det ända till 1998 innan hon vann en medalj, då brons vid EM på distansen 10 km gång. 2005 vann hon åter en bronsmedalj då vid VM 2005 i Helsingfors på 20 km gång. 
Feitor personliga rekord på 20 km gång är från 2001 och lyder 1:27.55.